# Permanent Vacation
Permanent Vacation es el nombre del noveno álbum de estudio de la banda Hard rock estadounidense Aerosmith. Fue lanzado al mercado por Geffen Records el 25 de agosto de 1987. Parte de la banda Aerosmith a finales de la década de los 70 se separa, Jimmy Crespo y Rick Dufay llegaron para reemplazar a los guitarristas originales y en 1982 sale al mercado un nuevo disco: Rock In A Hard Place, del cual no se vendieron demasiadas copias. Tras la reconciliación y reunión entre Steven Tyler y Joe Perry, sale al mercado el disco Done With Mirrors en 1985, pero Permanent Vacation es el disco que realmente lleva a Aerosmith a la fama.

## Canciones
| N.º | Título                     | Escritor(es)                                      | Duración |  |
| 1.  | «Heart's Done Time»        | Joe Perry, Desmond Child                          | 4:45     |  |
| 2.  | «Magic Touch»              | Steven Tyler, Perry, Jim Vallance                 | 4:41     |  |
| 3.  | «Rag Doll»                 | Tyler, Perry, Vallance, Holly Knight              | 4:28     |  |
| 4.  | «Simoriah»                 | Tyler, Perry, Vallance                            | 3:25     |  |
| 5.  | «Dude (Looks Like a Lady)» | Tyler, Perry, Child                               | 4:28     |  |
| 6.  | «St. John»                 | Tyler                                             | 4:13     |  |
| 7.  | «Hangman Jury»             | Tyler, Perry, Vallance                            | 5:36     |  |
| 8.  | «Girl Keeps Coming Apart»  | Tyler, Perry                                      | 4:17     |  |
| 9.  | «Angel»                    | Tyler, Child                                      | 5:11     |  |
| 10. | «Permanent Vacation»       | Tyler, Brad Whitford                              | 4:52     |  |
| 11. | «I'm Down»                 | John Lennon, Paul McCartney                       | 2:23     |  |
| 12. | «The Movie»                | Tyler, Perry, Whitford, Tom Hamilton, Joey Kramer | 4:07     |  |

## Créditos
- Steven Tyler, voz líder, piano y armónica.
- Joe Perry, guitarra líder y coros.
- Tom Hamilton, bajo.
- Brad Whitford, guitarra rítmica.
- Joey Kramer, batería y percusiones.
- Bruce Fairbairn = Violonchelo en "The Movie", trompeta en "Dude (Looks Like A Lady)", "Rag Doll" y

"Girl Keeps Coming Apart", coros y producción.
- Morgan Rael = Tambor de acero en "Permanent Vacation".
- Jim Vallance = Órgano en "Rag Doll" y "Simoriah". Arreglos en "Simoriah".
- Drew Arnott = Mellotrón en "Angel" y "The Movie".
- Scott Fairbairn = Violonchelo en "The Movie".
- Tom Keenlyside = Saxofón tenor y clarinete en "Dude (Looks Like A Lady)", "Rag Doll" y "Girl Keeps Coming Apart". Arreglos de sesión de bronces.
- Bob Rogers = Trombón en "Dude (Looks Like A Lady)", "Rag Doll" y "Girl Keeps Coming Apart".
- Ian Putz = Saxofón Barítono en "Dude (Looks Like A Lady)", "Rag Doll" y "Girl Keeps Coming Apart".
- Henry Christian = Trompeta en "Dude (Looks Like A Lady)", "Rag Doll" y "Girl Keeps Coming Apart".
- Christine Arnott = Voz en off gaélica en "The Movie".
- Mike Fraser = Técnico de grabación y mezclas.
- Bob Rock = Técnico de grabación.
- Ken Lomas = Técnico asistente de grabación.